# 种植业

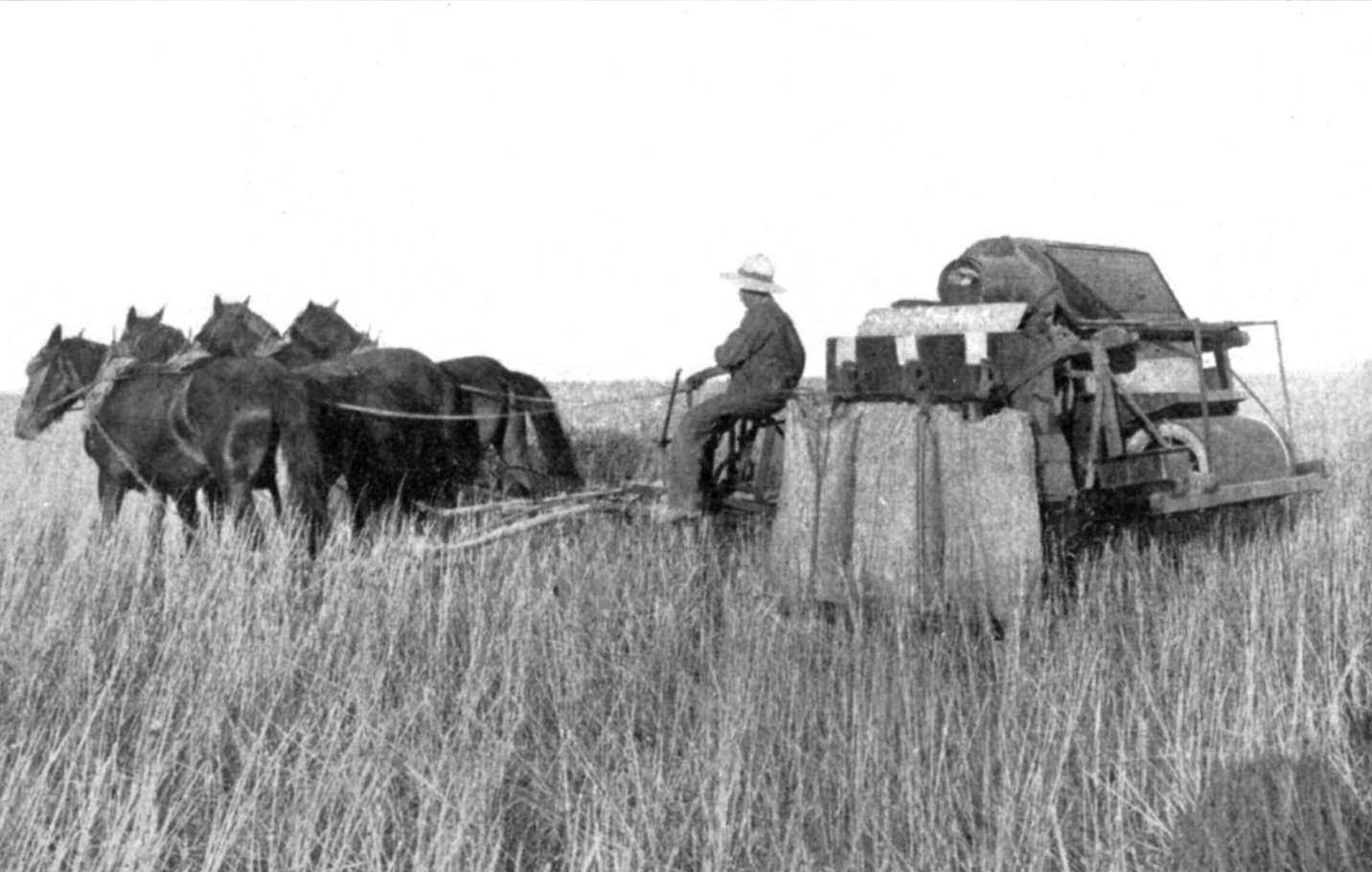
1915年的英國農田

种植业，一种物质生产部门，是农业的重要组成部分，属第一产业。通过培育植物并施肥、浇水、除草等帮助植物生长发育，最后收获种子、叶片或茎干等。种植业的产品包括粮食、蔬菜、经济作物、草药、水果和各种观赏植物。
比如：种植粮食，种植蔬菜，种植棉花，种植西瓜，种甘薯，种蘑菇等经济作物。
- 水果：柑橘、杨梅、葡萄、瓜类、枇杷、梨、桃类、李类、其他。
- 蔬菜：叶菜、块茎类、根笋、瓜果、芋薯、豆类、食用菌、特菜、其他。
- 粮油：大米、麦类、豆类、杂粮、面粉类、米制品、食用油、其他。
- 茶叶：绿茶、红茶、花茶、乌龙茶、白茶、其他。
- 竹木类：竹制品、木制品、其他。
- 干货：干果类、果仁类、干菜类、食用菌、干菇类、菜粉类、药材类、补品类、其他。
- 餐佐料：调味品、色素类、其他。
- 花卉：鲜切花、绿化苗木、盆花、盆景、观叶植物、肉质植物、奇石类其他。
- 种苗：园林、花卉、水果、茶叶、蔬菜、水稻、其他。